# Matteo Carcassi
Matteo Carcassi (Florença, 1792 - Paris, 16 de janeiro de 1853) foi um compositor e guitarrista italiano.

## Biografia[1]
Matteo iniciou seus estudos com o piano, mas logo se direcionou ao violão. Já na adolescência ficou famoso como virtuoso. Foi um dos principais compositores-violonistas italianos do começo do século XIX. Aos 18 anos começou sua carreira de concertista; seu primeiro concerto fora de seu país foi na Alemanha.
Por volta de 1828, em Paris, sua fama rivalizava com a de Ferdinando Carulli, seu compatriota. Enquanto Carulli fazia sucesso com seus concertos, composições e seu método popular de violão, Carcassi distinguia-se por usar postura instrumental diferente, por se apresentar sem tocar as unhas nas cordas e por mostrar um gosto musical diferente, mais melódico, permitindo efeitos diferenciados. Em 1840 mudou-se definitivamente para Paris e parou de se apresentar em concertos. Dedicou-se apenas ao ensino de violão, piano e composição.
São muito apreciadas as fantasias, trabalhos cujas melodias derivam de óperas famosas da época. Matteo também compôs diversas obras para violão e piano. O Método Completo para Violão, Opus 59 está entre os melhores trabalhos didáticos para violão do século XIX.

## Lista de Composições com Opus[2]
Op. 1, 3 sonates - 3 sonatas

Op. 2, 3 rondos - 3 rondós

Op. 3, 12 petites pieces - 12 pequenas peças

Op. 4, 6 valses - 6 Valsas

Op. 5, Le nouveau papillon, ou choix d'airs faciles et soigneusement doigtes

Op. 6, Introduction, variations, et finale sur un duo favori 

Op. 7, "Au clair de la lune", varie - "Sob a luz da lua", com variações

Op. 8, Etrennes aux amateurs, ou nouveau recueil de 6 contredanses francaises, 6 valses, et 3 airs varies - Presentes para entusiastas, ou nova coleção de 6 contradanças francesas, 6 valsas, 3 árias com variações

Op. 9, 3 airs italiens varies - 3 árias italianas com variações

Op. 10, Amusement, ou choix de 12 morceaux faciles et soigneusement doigtes - Diversões, ou escolha de 12 peças fáceis cuidadosamente dedilhadas

Op. 11, Recueil de 10 petites pieces - Coleção de 10 pequenas peças

Op. 12, 3 themes varies - 3 temas com variações

Op. 13, 4 potpourris des plus jolis airs des operas de Rossini - 4 'potpourris' das árias mais belas das óperas de Rossini

Op. 14, Melange de 22 morceaux faciles et soigneusement doigtes - Misto de 22 fáceis e cuidadosos dedilhados

Op. 15, "Tra la la", air varie - "Tra la la", ária com variações

Op. 16, 8 divertissements - 8 divertimentos

Op. 17, "Le songe de Rousseau", air varie - "O sonho de Rosseau", ária com variações

Op. 18, 6 airs varies d'une execution brillante et facile - 6 árias variadas de execução brilhante e fácil

Op. 19, Fantaisie sur les plus jolis airs de l'opera Robin Des Bois (Der Freischütz) - Fantasia sobre uma linda ária da ópera Robin Hood

Op. 20, Air suisse varie - Ária suiça com variações

Op. 21, Les recreations des commencans, ou choix de 24 petites pieces - Recreação para iniciantes, ou escolha de 24 pequenas peças

Op. 22, Air ecossais de l'opera La Dame Blanche - Ária escocesa da ópera A Dama de Branco

Op. 23, 12 valses - 12 valsas

Op. 24, Air des Mysteres d'Isis, varie - Ária da Flauta Mágica, Mistérios de Isis, com variações

Op. 25, 2me recueil de 8 divertissements - Segunda coleção de 8 divertimentos

Op. 26, 6 caprices - 6 caprichos

Op. 27, Variations Brillantes sur un Theme Allemand

Op. 28, 2 airs de ballets de l'opera de Moise de Rossini - Duas árias de balé da Ópera Moisés no Egito de Rossini

Op. 29, Perdido(?)

Op. 30, Ouverture de Semiramide du celebre Rossini

Op. 31, Variations brillantes pour la guitare, sur un thême [Non più mesta] de la Cenerentola [by G. A. Rossini] ...

Op. 32, Perdido(?)

Op. 33, 6 fantaisies sur des motifs d'operas favoris: No. 1. La Muette De Portici - 6 fantasias sobre motivos de óperas favoritas: Nr. 1. A menina muda de Portici

Op. 34, No. 2. Le Comte Ory - O conde Ory

Op. 35, No. 3. La Fiancée - De uma ópera de Auber, A noiva

Op. 36, No. 4. Guillaume Tell - Da ópera Guilherme Tell

Op. 37, No. 5. Fra Diavolo - Ópera Fra Diavolo

Op. 38, No. 6. Le Dieu Et La Bayadere - De uma ópera de Auber, O deus e a bailarina

Op. 39, Douze Galops et Six Vals - Doze galops e seis valsas

Op. 40, Fantaisie sur des motifs de l'opera Zampa - Fantasia sobre motivos da ópera Zampa

Op. 41, Rondoletto sur l'air favori "Clic clac" - Rondoleto sobre a ária favorita de "The Tales of Hoffmann, Clic Clac"

Op. 42, Fantasie sur les motifs du "Philtre" de Auber pour la Guitare - Fantasia sobre motivos de "Philtre" de Auber"

Op. 43, Mélange sur des motifs de Zampa, pour piano et guitare

Op. 44, 3 airs suisses varies - 3 Swiss airs with variations

Op. 45, Fantaisie sur des motifs de l'opera Le Serment - Fantasy on the motives from the opera The Oath

Op. 46, FANTAISIE Pour la Guitare Sur les motifs de La Médecine sans Medecin DE F. HEROLD

Op. 47, Perdido(?)

Op. 48, Fantaisie sur des motifs de l'opera Le Pre Aux Clercs - Fantasy from the motives from the opera The Clerks' Meadow

Op. 49, Fantaisie sur des motifs de l'opera Gustave - Fantasy on the motives from the opera Gustav

Op. 50, Récréations Musicales (Suite 1-4)

Op. 51, Perdido(?)

Op. 52, Valse favarite "Duc de Reichstadt" variee - Favorite waltz "Duke of Reichstadt" with variations

Op. 53, 2 quadrilles de contradanses, 2 walses, et 2 galops - 2 square dances of contradances, 2 waltzes, and 2 galops

Op. 54, Recreations Musicales: Rondeaux, Variations et Fantasie

Op. 55, Valses brillantes à l'espagnole, Meissonier, Paris, 1835

Op. 56, Adieux à la Suisse: Tyrolienne de Bruguière, Variée

Op. 57, Fantaisie sur des motifs de l'opera Le Cheval De Bronze - Fantasy on the motives from the opera The Bronze Horse

Op. 58, Perdido(?)

Op. 59, Methode complete. Divisee en trois parties - Complete method. Divided in three parts

Op. 60, 25 etudes melodiques et progressives. 1re suite de la methode - 25 melodic and progressive studies. 1st suite of the method

Op. 61, Variations sur la romance de Greisar "Las Lavenses...

Op. 62, Melange sur des motifs de l'opera Sarah - Mix on the motives from the opera Sarah

Op. 63, Perdido(?) (Fantaisie sur Les Puritains)

Op. 64, Fantaisie sur des motifs de l'opera Le Postillon De Lonjumeau - Fantasy on the motives from the opera The Coachman of Lonjumeau

Op. 65, Perdido(?)

Op. 66, Melodie Italienne

Op. 67, Mosaique sur de motifs favoris de l'opera Le Domino Noir - Mosaic on the favorite motives from the opera Le domino noir - O dominó preto

Op. 68, Choix des plus Jolies Valses de Strauss et de Labitzky arrangéespour la guitare ...

Op. 69, Melange sur les airs favoris du Lac Des Fees - Mix on the favorite airs from Le lac des fées - O conto do lago

Op. 70, Melange sur des motifs de l'opera Zanetta - Mix on the motives from the opera Zanetta

Op. 71, Fantaisie sur des motifs de l'opera Les Diamants De La Couronne - Fantasy on the motives from the opera les diamants de la couronne - Os diamantes da coroa

Op. 72, Perdido(?) (Fantaisie sur Le Duc d'Olonne)

Op. 73, Fantaisie sur des motifs de l'opera La Part Du Diable - Fantasy on the motives from the opera The Part of the Devil

Op. 74, Melange sur des themes favoris de La Sirene - Mix on the favorite themes from list of operas by Auber, The Siren

Op. 75,  Perdido(?)

Op. 76,  Fantaisie (La Barcarolle)

Op. 77,  Fantaisie pour La Guitare Sur de Motifs de Robert Bruce Opera de G. Rossini

## Sem número de opus
- WoO, Recreations musicales de H. Herz, rondeaux, variations, et fantaisies sur 24 themes favoris. En 4 suites - Musical recreations by H. Herz, rondos, variations, and fantasies on 24 favorite themes. In 4 suites
- WoO, 4 airs favoris varies - 4 favorite airs with variations
- WoO, 50 morceaux methodiques et progressifs - 50 methodic and progressive pieces
- WoO, Fantaisie pour la Guitare sur des motifs de Lestocq de D. F. E. Auber.
- WoO, The Queen of the May, or Fiorella polka. [P. F.] (No. 225 of the "Musical Bouquet".)
- WoO, Variations sur la romance les Laveuses du Couvent
- WoO, Augusta Polka
- WoO, Crois moi. Romance. 2e edition, etc. <Accompagnement de guitare par Mo Carcassi.>.
- WoO, Das Mädchen auf der Wiese (Once my song), a Swiss air arranged with an accompaniment for the guitar by M. Carcassi.
- WoO, Demain on vous marie. Romance ... Avec accompagnement de guitare par Matteo Carcassi.
- WoO, Der müntere Alpenhirt. (When the day with rosy light), a Swiss air, arranged with an accompaniment for the guitar by M. Carcassi.
- WoO, Douze romances ... Paroles de Mr G. Lemoine. Dessins de Mrs. Deveria, Grenier, Jules David. <Accompt de guitare par M. Carcassi.>.
- WoO, L’Aigle. [Song.] Paroles de Mr Gustave Lemoine. <Accompt de guitare par M. Carcassi.>.
- WoO, La Bayadère. [Song.] Paroles de Mr Gustave Lemoine. <Accompt de guitare par M. Carcassi.>.
- WoO, La castillane : boléro / paroles de Ernest de Ginoux ; musique de F. Masini ; accompagnement de guitare par Matteo Carcassi
- WoO, La fiancée du Klephte : romance / paroles de A. Bétourné ; musique de Théodore Labarre ; avec accompagnement de guitare par Matteo Carcassi
- WoO, La nuit s'avance : nocturne à deux voix / paroles de Mr. Le Comte Messence ; musique de Matteo Carcassi
- WoO, La Retraite. [Song.] Paroles de Mr Gustave Lemoine. <Accompt de guitare par M. Carcassi.>.
- WoO, L'ANGE AUX CHANTS MÉLODIEUX / NOCTURNE A DEUX VOIS. / Paroles de Mr. FUINET. / Musique et Accompagnement de Guitare / Par MATTEO CARCASSI.
- WoO, Le Calme. Mélodie, etc. <Accompagnement de guitare par Carcassi.>.
- WoO, Le Départ de la jeune fille. Romance ... Avec accompagnement de guitare par Matteo Carcassi.
- WoO, Le Domino noir. Opéra comique ... Avec accompt de guitare par M. Carcassi. no. 16 bis.
- WoO, Le gentil pastour : romance / paroles de A. Bétourné ; musique d'Auguste Panseron ; acct. de guitare par Matteo Carcassi
- WoO, LE PRINTEMPS ÉTERNEL / NOCTURNE A DEUX VOIX ÉGALES / Paroles de Mr. Charles WAGON / Mise en Musique avec accompagnement de Guitare / Par MATTEO CARCASSI.
- WoO, Les adieux à la Provence : romance / paroles de Victor Clergeau ; musique de F. Masini ; accompagnement de guitare par Matteo Carcassi
- WoO, LES AMANS DU HAMEAU / CHANSONNETTE A DEUX VOIS. / Paroles de Mr. CHARLES WAGON. / Musique et Accompagnement de Guitare / Par MATTEO CARCASSI.
- WoO, L'HIVER / ROMANCE. / Paroles de Mr. VIAL / Mise en Musique avec accompagnement de Guitare / Et dédiée à Mme Crosnier / Par MATTEO CARCASSI.
- WoO, Ma belle ange : romance / paroles de E. Barateau ; musique de T. Labarre ; accompagnement de guitare par M. Carcassi
- WoO, Ma nacelle est si belle : barcarolle / paroles de Hyppolite Dugier ; musique de C.A. Boulanger ; acct. de guitare par Matteo Carcassi
- WoO, Ne lui dis pas que je l’aime. [Song.] Paroles de Mr Gustave Lemoine. <Accompt de guitare par M. Carcassi.>.
- WoO, Once my song = Das Mädchen auf der Wiese : a celebrated Swiss air : as sung by Madame Stockhausen / arranged with an accompaniment for the Spanish guitar by Matteo Carcassi.
- WoO, Plus de mère. [Song.] Paroles de Mr Gustave Lemoine. <Accompt de guitare par M. Carcassi.>.
- WoO, Reine des Nuits-Nocturne a 2 voix. (Meissonnier)
- WoO, Sisca l’albanaise ... [Song.] Paroles de Mr Léon Escudier. <Accompt de guitare par M. Carcassi.>.
- WoO, Six fantaisies pour la guitare sur des motifs des opéras nouveaux
- WoO, Twere vain to tell thee ... a Swiss air, [the English words by J. A. Wade] arranged, with an accompaniment for the guitar, by M. Carcassi.
- WoO, Venez! Nocturne à 2 voix. Poésie de Mr. F***s.
- WoO, When the day with rosy light = Der Müntere Alpen Hirt : a celebrated Swiss air : as sung by Madame Stockhausen / arranjada com acompanhamento de violão por Matteo Carcassi.

## Partituras
- Carcassi, Matteo. 25 Estudos Melódicos e Progressivos Op. 60 (PDF). para Violão. [S.l.]: Irmãos Vitale
- Rischel & Birket-Smith's Collection of guitar music 1 Det Kongelige Bibliotek, Denmark
- Boije Collection The Music Library of Sweden
- Obras de Matteo Carcassi no International Music Score Library Project
- Large collection of free sheet music by Carcassi from Cantorion.org.
- Free scores Mutopia Project.
- At the International Music Score Library Project